# Prämonstratenserstift Themnitz
Das Prämonstratenserstift Themnitz war eine Niederlassung des Prämonstratenserordens im 13. Jahrhundert.

## Geschichte
Eine Propstei Themnitz wurde 1224, 1293 und 1295 in Aufzählungen von Stiften in Abhängigkeit vom Magdeburger Stift Unser Lieben Frauen (= Zirkarie Sachsen) erwähnt.
Es war das zeitlich am spätesten gegründete (nach 1178 Gramzow) und das kleinste, das 1295 als einziges keine konkret benannten Abgaben entrichten musste. Weitere Angaben sind nicht überliefert. Eine Erwähnung von 1424 bezog sich wahrscheinlich auf eine vorherige Urkunde aus dem 13. Jahrhundert.

## Mögliche Lage
Die genaue Lage des Stiftes ist unbekannt. Es gehörte wahrscheinlich zum Bistum Brandenburg. Möglich sind
- Siedlung Themnitz in der Neustadt Brandenburg

Am Rand der Brandenburger Neustadt gibt es den Siedlungsnamen Der Temnitz am Fluss Themnitz, kurz vor dessen Einmündung in die Plane und in die Havel. In unmittelbarer Nähe befand sich im späten 12. und frühen 13. Jahrhundert der zentrale  Hof (curia) der Markgrafen. Dieser wurde 1230 aufgegeben und einem Dominikanerkloster übergeben.
Brandenburg war der zentrale Ort der neu entstandenen Markgrafschaft Brandenburg, das Domkapitel gehörte zum Prämonstratenserorden. Ungewöhnlich wäre eine zweite selbstständige Propstei in einer Doppelstadt, die für mittelalterliche Orden sonst sehr selten ist. Im 15. Jahrhundert gab es aber tatsächlich einen weiteren Prämonstratenserkonvent auf dem Harlungerberg, möglicherweise als Nachfolger. Die wahrscheinlichste Variante.
- ein anderer Ort an der Themnitz

In Rägelin oder Dünamünde in der Prignitz bei Kyritz in der Nähe der oberen Themnitz gab es einen Hof (Grangie) des livländischen Zisterzienserklosters Dünamünde seit etwa 1230.
Möglicherweise gab es in der Nähe auch eine Niederlassung der Prämonstratenser (?). Das Gebiet gehörte allerdings kirchlich zum Bistum Havelberg. Wenig wahrscheinlich.
Weitere mögliche Orte an der Themnitz sind nicht bekannt.
- Dömnitz im südlichen Mecklenburg

In Dömnitz gab es im 13. Jahrhundert eine wichtige Burg. Diese lag an der Elbe,  unmittelbar an der Grenze zur brandenburgischen Prignitz. Der Ortsname wurde seit  der ältesten bekannten Nennung von 1230 aber ausschließlich als Damenitz oder ähnlich geschrieben.
Er gehörte kirchlich zum Bistum Ratzeburg. Kann ausgeschlossen werden.